# 花嫁になる朝
「花嫁になる朝」（はなよめになるあさ）は、1986年5月11日に発売された柏原芳恵の25枚目のシングル。

## 概要
A面曲「花嫁になる朝」は、結婚を目前に控えた女性の心情を綴った演歌調の曲となっている。
アルバム『二十才のスーブニール』の先行シングル曲。ただし、アルバムの方はイントロに汽笛などの効果音や女の子の台詞などがシングルバージョンよりも長く収められ、ミニドラマのような演出になっている。

## 収録曲
- 両楽曲共に、作詞：茜まさお／作曲：平尾昌晃／編曲：竜崎孝路

1. 花嫁になる朝 (4分55秒)
2. 古都の恋めぐり (3分29秒)